# Карл фон Хесен-Дармщат
Карл Карл Вилхелм Лудвиг фон Хесен и при Рейн (на немски: Karl Wilhelm Ludwig von Hessen und bei Rhein; * 23 април 1809 в Дармщат; † 20 март 1877 в Дармщат) от род Дом Хесен е принц от Великото херцогство Хесен и при Рейн и генерал.
Той е вторият син на велик херцог Лудвиг II фон Хесен-Дармщат (1877 – 1848) и съпругата му принцеса Вилхелмина фон Баден (1788 – 1836), дъщеря на наследствения принц Карл Лудвиг фон Баден (1755 – 1801).
По-малък брат е на велик херцог Лудвиг III (1806 – 1877) и по-голям брат на руската императрица Мария (1824 – 1880), омъжена 1841 г. за цар Александър II от Русия (1818 – 1881), и на Александър (1823 – 1888), бащата на българския княз Александър I Батенберг.
Карл се жени на 22 октомври 1836 г. в Берлин за принцеса Елизабет Пруска (1815 – 1885), дъщеря на принц Вилхелм от Прусия (1783 – 1851). Елизабет е племенница на пруския крал Фридрих Вилхелм III.
Карл е генерал на инфантерията на Великото херцогство Хесен и член на народното събрание (1834 – 1849 и 1856 – 1877). Брат му Лудвиг III е бездетен и го определя за свой наследник, но Карл се отказва по здравословни причини в полза на най-големия си син Лудвиг IV.

## Деца
Карл и Елизабет Пруска (* 18 юни 1815 в Берлин; † 21 март 1885 в Бесунген при Дармщат), имат децата:
- Лудвиг IV (1837 – 1892), велик херцог na 	Хесен и при Рейн, женен I. за принцеса Алиса от Великобритания и Ирландия (1843 – 1878), II. за графиня Александрина фон Хутен-Чапска (1854 – 1941)
- Хайнрих (1838 – 1900), женен (морг.) I. на 28 февруари 1878 г. в Дармщат за Каролина Вилих ген. фон Пьолниц (1848 – 1879), баронеса фон Нида, II. на 20 септември 1892 г. в Дармщат за Емилия Матилда Хедвиг Хржич де Топуска (1868 – 1961), баронеса фон Дорнберг
- Анна (1843 – 1865), омъжена на 12 май 1864 г. в Дармщат за велик херцог Фридрих Франц II фон Мекленбург-Шверин (1823 – 1883)
- Вилхелм (1845 – 1900[), генерал, женен (морг.) на 24 февруари 1884 г. във Франция за Жозефина Бендер (1857 – 1942), „фрау фон Лихтенберг“